# Isidro González Velázquez
Isidro González Velázquez (Madrid, 15 de maio de 1765 — 7 de dezembro de 1840) foi um arquitecto espanhol dos séculos XVIII e XIX.